# Zeng Shen

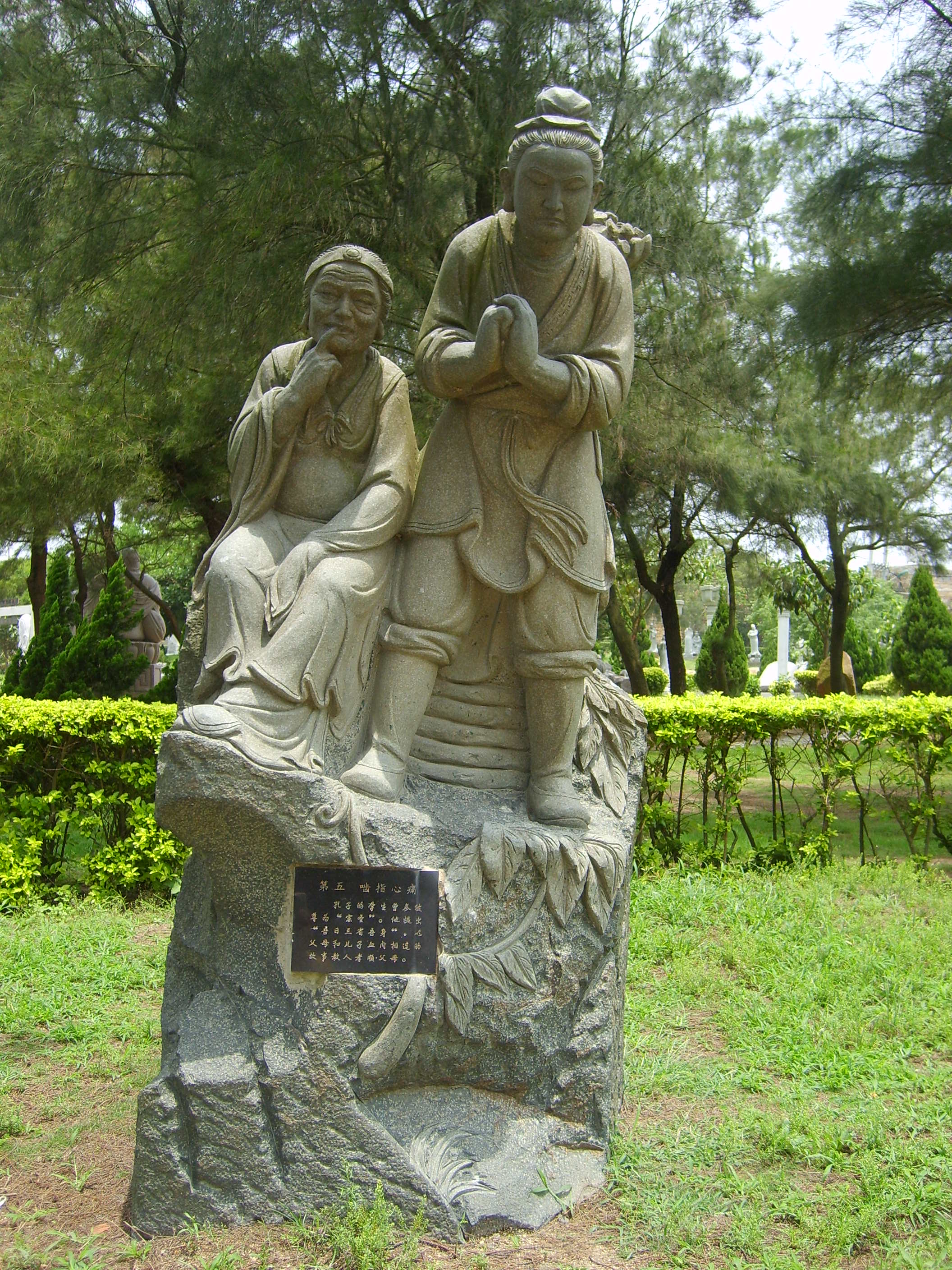
Statue von Zengzi (rechts) und seiner Mutter (mit der Aufschrift zur Geschichte mit dem Titel 啮指心痛 (Er fühlte Schmerzen in seinem Herzen, als seine Mutter sich auf den Finger biss), eines der 24 Beispiele kindlicher Pietät (Ershisi xiao))

Zeng Shen (chinesisch 曾參, Pinyin Zēng Shēn) oder Zengzi (曾子,  Zēngzǐ „Meister Zeng“; geboren 505 v. u. Z.; gestorben 436 (?) v. u. Z.), zi: Ziyu 子舆, war ein Philosoph im China der Zeit der späten Frühlings- und Herbstperiode. Er stammte aus dem Staate Lu und war der Sohn von Zeng Dian 曾点. Er war einer der fähigsten und beliebtesten Schüler des Konfuzius. In der konfuzianischen Tradition nimmt er nach Konfuzius und Meng Ke die dritte Stelle ein. Er betonte die Bedeutung des Prinzips der „Kindlichen Pietät“ (xiào) und betrachtete dieses als Garanten für die universale Tugend. Die Tradition schreibt Zengzi die Schaffung konfuzianischer Werke wie das Daxue (Große Lernen) und Xiaojing zu. Im Literaturkatalog des Buches Hanshu (Geschichte der Westlichen oder Früheren Han-Dynastie) wird eine Zusammenstellung seiner Schriften als "Zengzi" (Meister Zeng) aus achtzehn Kapiteln erwähnt. Diese Schrift ging später verloren. Gemäß dem Lüshi chunqiu und Sima Qian war Wu Qi 吳起 ein Schüler von Zengzi (Lüshi chunqiu, Buch 2, Kapitel 4; Sima Qian, Shiji, Kapitel 65). Ein anderer Schüler von Zengzi nach Mencius war Zixiang 子襄 (Mengzi, 2A.2). Der neokonfuzianische Philosoph Ye Shi (1150–1223), ein Vertreter der philosophischen Yongjia-Schule (永嘉学派,  Yǒngjiā xuépài), äußerte Zweifel daran, dass Zengzi die Lehre richtig übermittelte, Konfuzius handele von Dao. Informationen über Zengzi und seine Ansichten sind in den Werken Lunyu (Gespräche des Konfuzius), Mengzi (Mencius), Zhuangzi, Xunzi, Huainanzi, Lüshi chunqiu und anderen alten chinesischen Schriften enthalten.

## Zitat (Lunyu IV, 15)
„Der Meister sprach: »Nicht wahr, Schen, meine ganze Lehre [dao] ist in Einem befaßt.« Meister Dsong sprach: »Ja.« Als der Meister hinaus war, fragten seine Schüler und sprachen: »Was bedeutet das?« Meister Dsong sprach: »Unsres Meisters Lehre ist Treue gegen sich selbst und Gütigkeit gegen andre: darin ist alles befaßt.«
Gespräche des Konfuzius, übersetzt von Richard Wilhelm: "Die Summe der Lehre"“

„子曰：“參乎！吾道一以貫之。”曾子曰：“唯。”子出。門人問曰：“何謂也？”曾子曰：“夫子之道，忠恕而已矣。”“

## Verschiedenes

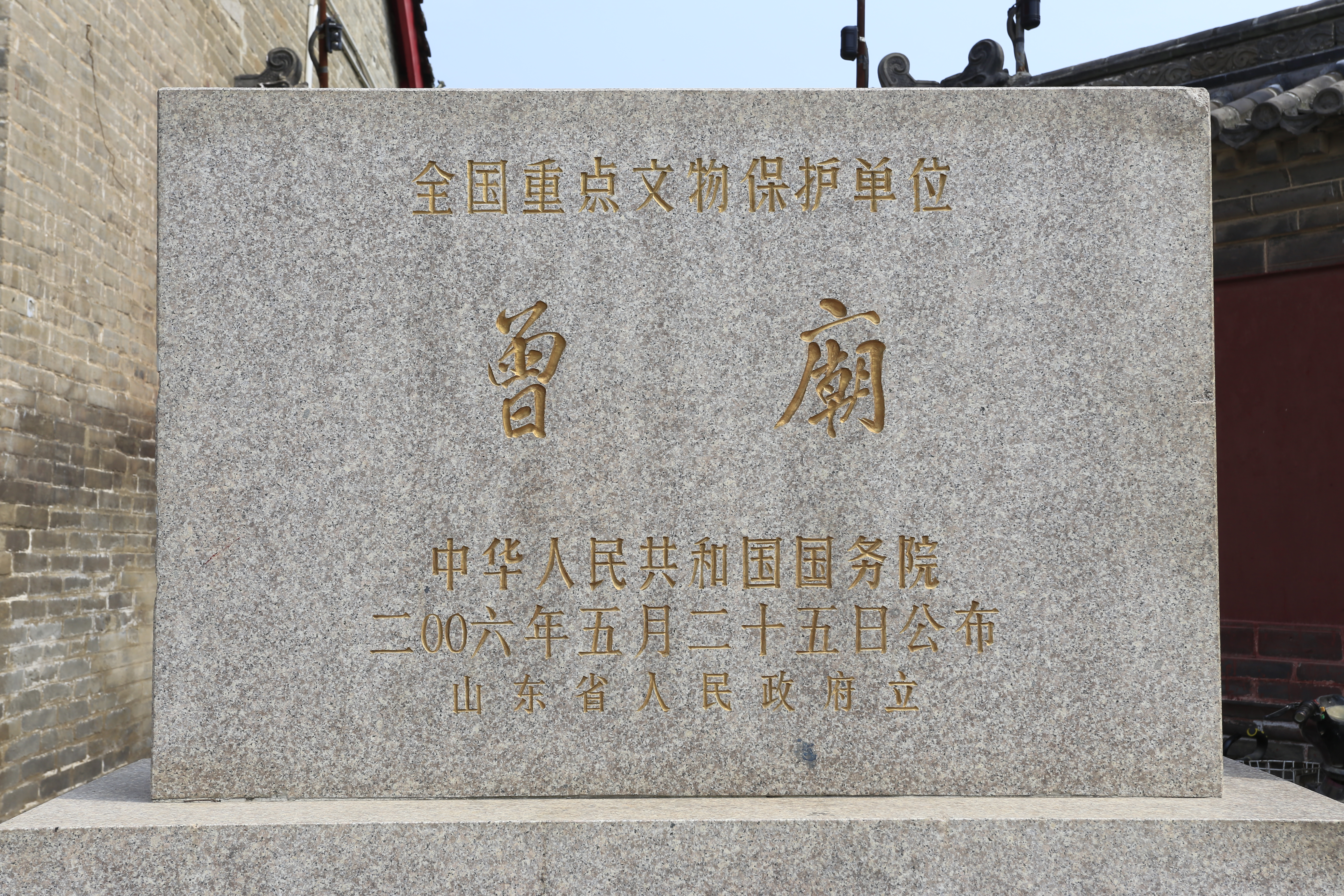
Zeng-Tempel (Denkmal der Volksrepublik China)

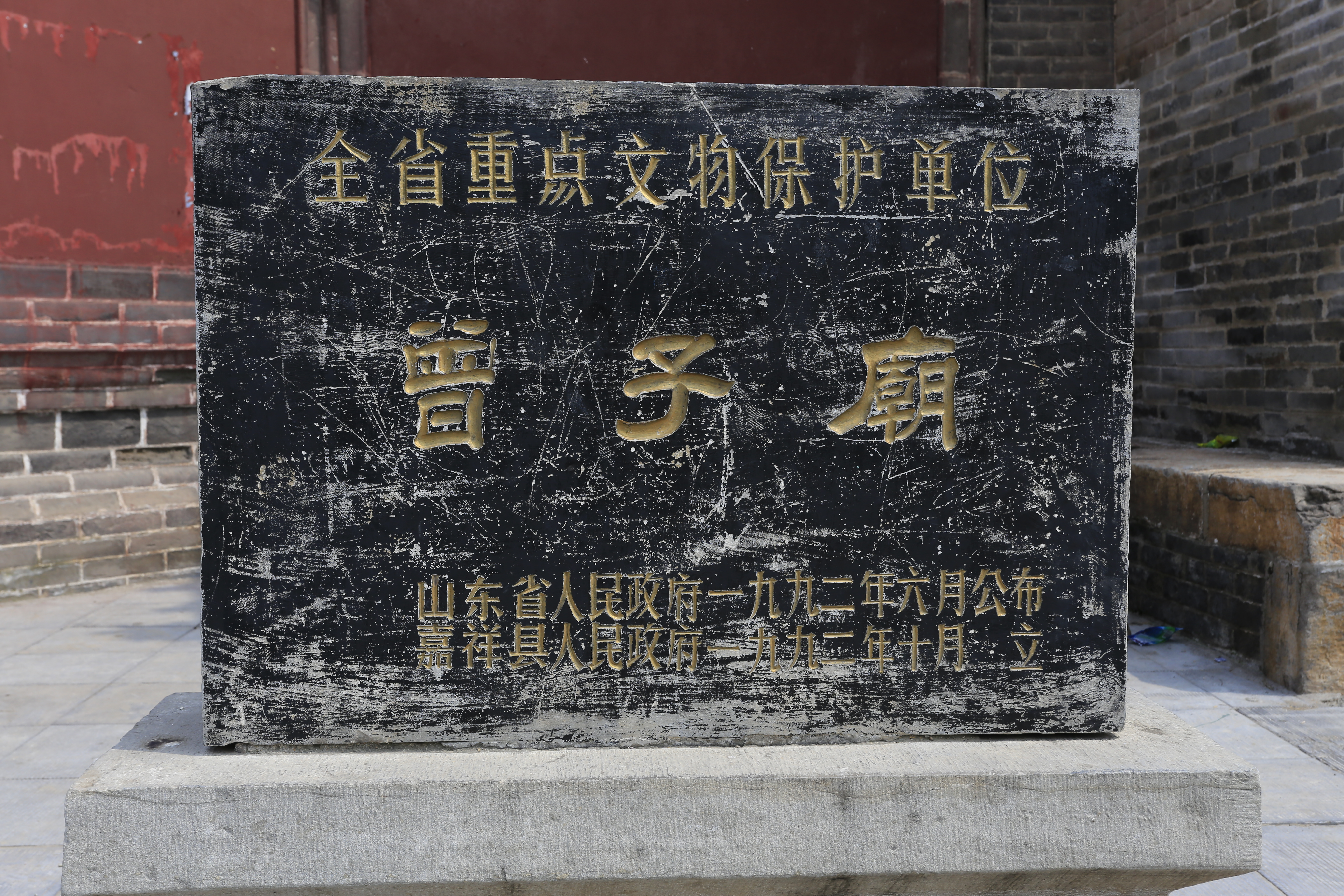
Zengzi-Tempel (Denkmal der Provinz Shandong)

Der Zeng-Tempel bzw. Zengzi-Tempel im Kreis Jiaxiang, Shandong, steht seit 2006 auf der Denkmalsliste der Volksrepublik China (6-617) und bereits seit 1992 auf der Denkmalsliste der Provinz Shandong (2-44).